# Hendrik Conscience
Hendrik Conscience (ur. 3 grudnia 1812, zm. 10 września 1883) – pisarz belgijski tworzący w języku niderlandzkim.
Był autorem powieści historycznych dotyczących przeszłości Flandrii, z czego najsłynniejsza była powieść Lew z Flandrii z 1838. Tworzył też powieści obyczajowe, takie jak Cierpienia matki (1844) i Zubożały szlachcic (1851). Jego twórczość odegrała znaczącą rolę w budzeniu flamandzkiej świadomości narodowej w XIX wieku.